# Drosera marchantii
Drosera marchantii es una especie de planta carnívora perenne, tuberosa y erecta del género Drosera. Es endémica de Australia Occidental.

## Descripción
Produce pequeñas hojas carnívoras, circulares y peltadas a lo largo de sus tallos rígidos que pueden alcanzar los 10-40 cm  de altura. Sus flores son de color rosa y florecen de junio a octubre.

## Distribución y hábitat
Drosera marchantii crece en una gran variedad de hábitats,  incluyendo zonas pantanosas y colinas de laterita, suelos de arena y de sílice.

## Taxonomía
D. marchantii fue descrita  por Larry Eugene DeBuhr en 1975. En 1992, N.G.Marchant y Allen Lowrie publicaron la descripción formal de D. marchantii subsp. prophylla, una subespecie que se distingue por sus flores blancas, menor altura, y numerosas brácteas (profilos) en la parte inferior del tallo. Sólo ha sido encontrado en una pequeña zona al norte de Perth y está catalogada por el  Departamento de Medio Ambiente y Conservación de Australia Occidental como una prioridad del poco conocido taxón en el Declared Rare and Priority Flora List.
Etimología
Drosera: tanto su nombre científico –derivado del griego δρόσος (drosos): "rocío, gotas de rocío"– como el nombre vulgar –rocío del sol, que deriva del latín ros solis: "rocío del sol"– hacen referencia a las brillantes gotas de mucílago que aparecen en el extremo de cada hoja, y que recuerdan al rocío de la mañana.
marchantii: epíteto otorgado en honor del botánico Neville Graeme Marchant.
Sinonimia
- Sondera marchantii (DeBuhr) Chrtek & Slavíková, Novit. Bot. Univ. Carol. 12: 44 (1999 publ. 2000).[7]